# Programme de maîtrise des pollutions d'origine agricole
Le Programme de Maîtrise des Pollutions d'Origine Agricole ou Plan de Maîtrise des Pollutions d'Origine Agricole est un dispositif incitatif national français mis en œuvre à partir de 1993 et dont la réalisation s'est achevée de fin 2009 à fin 2012 selon les secteurs géographiques où se trouvaient les élevages (zones classées vulnérables aux nitrates ou non).

## Présentation

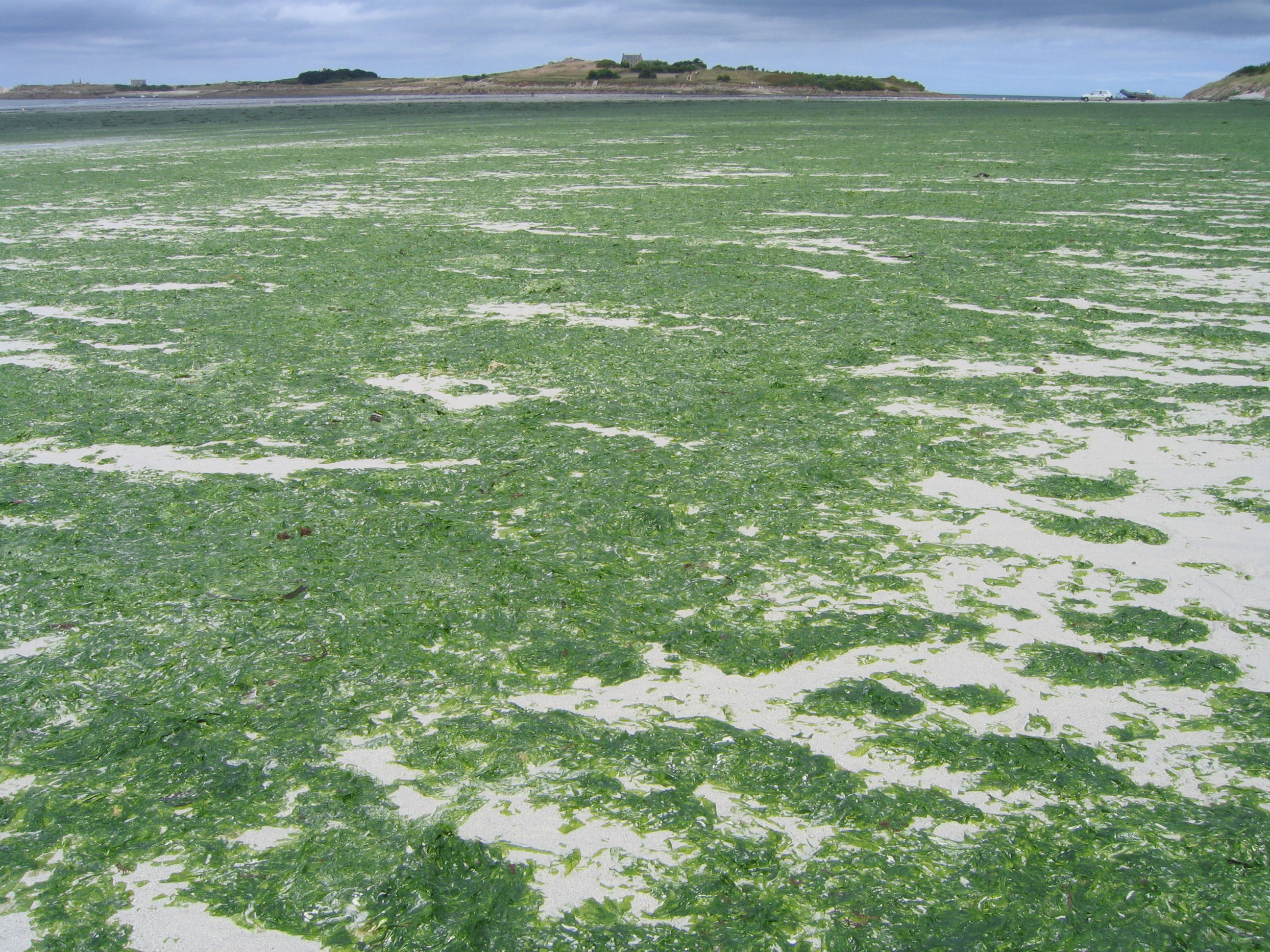
Marée verte faisant suite à une pullulation d'ulves (Ulva Armoricana, ici dans le nord-Finistère)

Son but est d'accompagner les éleveurs dans le financement de diagnostics et de travaux permettant d'adapter les élevages à des normes environnementales évolutives. Il permet de limiter l'impact de cette activité sur le milieu, en améliorant notamment la gestion de l'azote.
Une première phase, appelée rétrospectivement PMPOA 1 s'étalant de 1993 à 2000 avait fait l'objet d'un rapport d'évaluation aux conclusions assez critiques ; à la suite de quoi une seconde phase avait été élaborée en 2001 et mise en place par le décret n° 2002-26 du 4 janvier 2002, lequel définit le PMPLEE : programme de maîtrise des pollutions liées aux effluents d'élevage, appellation donc officielle et techniquement plus exacte ; cependant, tant le monde agricole que les acteurs institutionnels (Ministère, Départements, Régions, Agences de l'eau) parlèrent plutôt de PMPOA 2.
Une circulaire DGFAR/SDEA/C2004-5010 du 29 mars 2004 du ministère de l'Agriculture avait précisé certains points de méthode.
Il a permis des avancées notables dans la qualité de l'eau